# 후설 원순 저모음
후설 원순 저모음(後舌 圓脣 低母音) 또는 후설 원순 개모음(後舌 圓脣 開母音)은 홀소리의 하나이다.
- 이 모음은 혀의 위치를 닿소리가 되지 않을 정도로 뒤로 해서 발음하는 후설 모음이다.
- 이 모음은 입술을 둥글게 해서 발음하는 원순 모음이다.
- 이 모음은 닿소리가 되지 않을 정도로 혀의 위치를 낮춰서 발음하는 저모음이다.

### 예
| 언어                   | 철자    | 발음    | 뜻            | 비고                                     |
| 캐나다 영어, 미국 영어 | thought | [θɒt]   | 생각          |                                          |
| 남아프리카 영어        | not     | [nɒ̜̈t]   | (…가) 아니다  | 근후설 및 약한 원순모음임.               |
| 아삼어                 | কৰ      | [kɒ̹ɹ]   | (무엇을) 하다 | 과잉 원순모음화. u보다 원순성이 강함.    |
| 요루바어               | itọju   | [itɒ̝ju] | 돌보다        | 근저모음화로 실현. 'ɔ'로 더 자주 기술됨. |
| 제주어                 | ᄒᆞ나    | [hɒna]  | 1             |                                          |
| 표준 우즈베크어        | choy    | [t͡ʃɒj]  | 차            |                                          |